# Jeden pokoj ve městě
Jeden pokoj ve městě (v originále Une chambre en ville) je francouzsko-italský hudební melodramatický film z roku 1982, který režíroval Jacques Demy.

## Děj

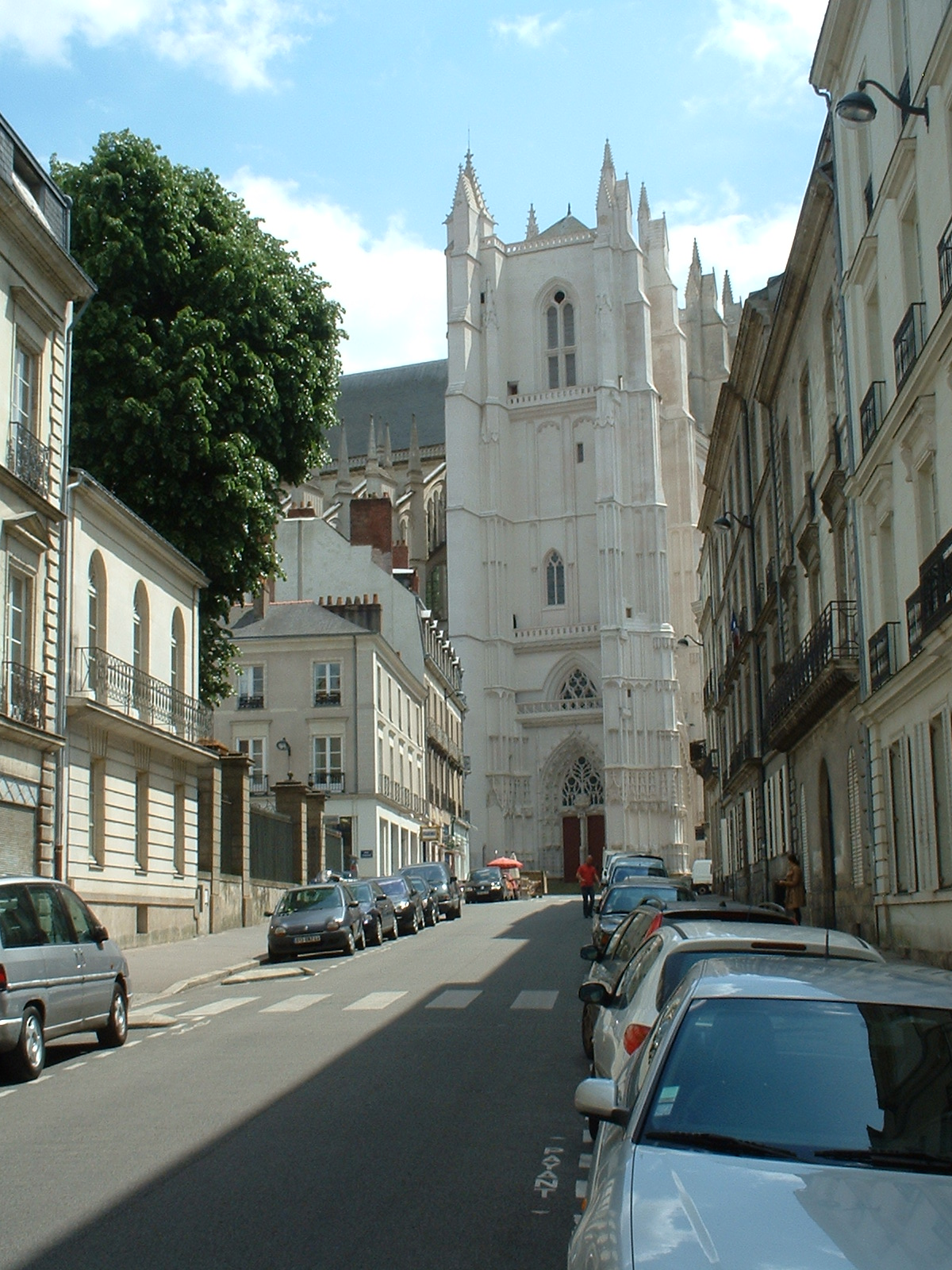
Nantes

Během dělnické stávky v Nantes v roce 1955 se demonstranti střetli s policií. Mladý přístavní dělník François Guilbaud je jedním ze útočníků, což se nelíbí jeho bytné Margot Langloisové. Jako baronka a vdova po plukovníkovi nemá s dělníky mnoho společného, ale své sympatie k Françoisovi a úsilí dělníků neskrývá. François má kamarádku, prodavačku Violette, která začne mluvit o svatbě a jejich společné budoucnosti. François reaguje vyhýbavě, na jedné straně proto, že nemá téměř žádné peníze, na straně druhé proto, že není do Violette příliš zamilovaný.
Po večerním setkání dělníků přichází za Françoisem krásná žena. Stráví spolu noc v levném hotelu a zamilují se do sebe. François zjistí, že je to Edith Leroyer, dcera jeho bytné. Edith se měsíc předtím provdala za Edmunda Leroyera, prodavače televizí. Mezi Edith a jejím manželem, který je impotentní a chová se k ní majetnicky a žárlivě, je už krize. Napjatá je i situace mezi Edith a její matkou, která svou dceru obviňuje, že si Edmunda vzala pouze z finančních důvodů.
Druhý den ráno navštíví Violette svého přítele a řekne mu, že je těhotná. François se jí musí přiznat, že se zamiloval do jiné ženy, a ona zklamaně uteče. Mezitím Edith jde naposledy do televizního obchodu svého manžela, aby si vyzvedla své věci. Edmund v naději na poslední šanci se rozzuří a vyhrožuje Edith nožem, čímž ji přiměje, aby na něj namířila zbraň. Edmund si nakonec podřízne hrdlo a umírá. Edith jde ke své matce a tím i k Françoisově bytné. Pár doufá ve společnou budoucnost, ale Edith si není jistá, zda někdy zapomene pohled na umírajícího Edmunda.
Druhý den ráno se François připojí k další demonstraci a je vážně zraněn v boji s policií. Jeho společníci ho odnesou do bytu paní Langlois, kde umírá v náručí Edith. Říká, že bez něj nemůže žít a přede všemi se zastřelí.

## Obsazení
| Dominique Sandová      | Edith Leroyer      |
| Danielle Darrieuxová   | Margot Langlois    |
| Richard Berry          | François Guilbaud  |
| Michel Piccoli         | Edmond Leroyer     |
| Fabienne Guyon         | Violette Pelletier |
| Anna Gaylor            | Madame Pelletier   |
| Jean-François Stévenin | Dambiel            |
| Jean-Louis Rolland     | vůdce dělníků      |
| Marie-France Roussel   | věštkyně           |

## Ocenění
- Syndicat français de la critique de cinéma et des films de télévision: Prix Méliès nejlepší francouzský film
- Premi Sant Jordi de Cinematografia za nejlepší zahraniční film
- César: film získal devět nominací: nejlepší film, nejlepší režie (Jacques Demy), nejlepší herec ve vedlejší roli (Jean-François Stévenin), nejlepší herečka ve vedlejší roli (Danielle Darrieux), nejlepší výprava (Bernard Evein), nejslibnější herečka (Fabienne Guyon), nejlepší filmová hudba (Michel Colombier), nejlepší kamera (Jean Penzer), nejlepší zvuk (André Hervée), tj. nejvíce v daném ročníku, ve všech však vyšel naprázdno.